# Opossum Bay
Opossum Bay är en ort i Australien. Den ligger i kommunen Clarence och delstaten Tasmanien, i den sydöstra delen av landet, omkring 14 kilometer sydost om delstatshuvudstaden Hobart. Antalet invånare är 303.
Trakten är tätbefolkad. Närmaste större samhälle är Hobart, omkring 14 kilometer nordväst om Opossum Bay. 
Genomsnittlig årsnederbörd är 920 millimeter. Den regnigaste månaden är juli, med i genomsnitt 114 mm nederbörd, och den torraste är februari, med 49 mm nederbörd.